# Gerakas
Gerakas este un oraș în Grecia.